# Paula Comitre
Paula Comitre   (Sevilla, 15 d'octubre de 1994) és una balladora de flamenc andalusa. Ha treballat en diferents tablaos madrilenys, però des del 2017 destaca per fer-ho regularment en el Tablao Flamenco Los Gallos de Sevilla.

## Formació
Va iniciar-se en la dansa amb 3 anys i quan en tenia 8 va accedir al Conservatori Professional de Dansa de Sevilla. El 2012, va graduar-se en l'especialitat de ball flamenc. El mateix any, va passar a formar part del Centre Andalús de Dansa.

## Carrera
El 2013, va ingressar en el cos de ball de la companyia Ballet Flamenco de Andalucía, en què va durar 3 anys, dirigida per Rafaela Carrasco. Va fer gires, doncs, pels principals festivals i teatres nacionals i internacionals amb els espectacles En la memoria del Cante, Imágenes i Tierra-Lorca Cancionero Popular. Addicionalment, les dues darreres obres van ser premiades per la Biennal de Flamenc de Sevilla.
El maig del 2015, la Federació Provincial de Sevilla d'Entitats Flamenques va atorgar-li el segon premi del XVI Concurs Andalús de Jóvens Flamencs. El 2016, va entrar a la companyia de David Coria, en què va realitzar el xou El Encuentro. L'any següent, va estrenar Nacida Sombra de la companyia de l'abans esmentada Rafaela Carrasco, guardonada al Festival de Jerez.
L'agost del 2019, va ser finalista del Concurso Internacional de Cante de las Minas i va participar en Fandango de David Coria, coproduït pel Teatre de Chaillot de París, que va sortir el gener del 2020. El març del mateix any, durant l'arribada de la pandèmia de COVID-19 a Espanya, ella estava a Tòquio, atès que treballava prioritàriament al Tablao Flamenco Garlochí.
El 2020, va participar en la 24a edició del Festival de Jerez a la Sala Paúl amb l'estrena del número Cámara abierta del cicle Savia Nueva y Universal. Pretenia homenatjar-hi les artistes Carmen Rojas, Carmen Amaya Amaya, Matilde Coral i Pastora Imperio, que considera referents del llenguatge femení. Gràcies a aquesta actuació, va ser guardonada amb el Premi Revelació del festival.
Més tard, el 2017, havent actuat com a solista en diversos tablaos, com ara Casa Patas, Las Carboneras, Villa Rosa i Corral de la Pacheca, va debutar en Los Gallos de Sevilla i va establir-s'hi com a balladora regular. El febrer del 2019, va fer el seu primer recital al Teatro Távora de Sevilla, que passaria al Festival Andalou de Saint Jean de Luz a França. El 2021, va rebre el Giraldillo Revelació corresponent a la Biennal de Sevilla 2020.
El febrer del 2022, va dur a terme una gira per Bèlgica titulada Percepción i acompanyada per David Caro com a guitarrista, Miguel Ortega i Jesús Corbacho de vocalistes i Javier Rabadán en tant que percussionista. A més, per al 19 de setembre està programada l'estrena del seu espectacle Alegorías, coproduïda pel mateix Teatre de Chaillot i coprotagonitzada per la ballarina contemporània Lorena Nogal, al Teatre Central de Sevilla.